# Ösling

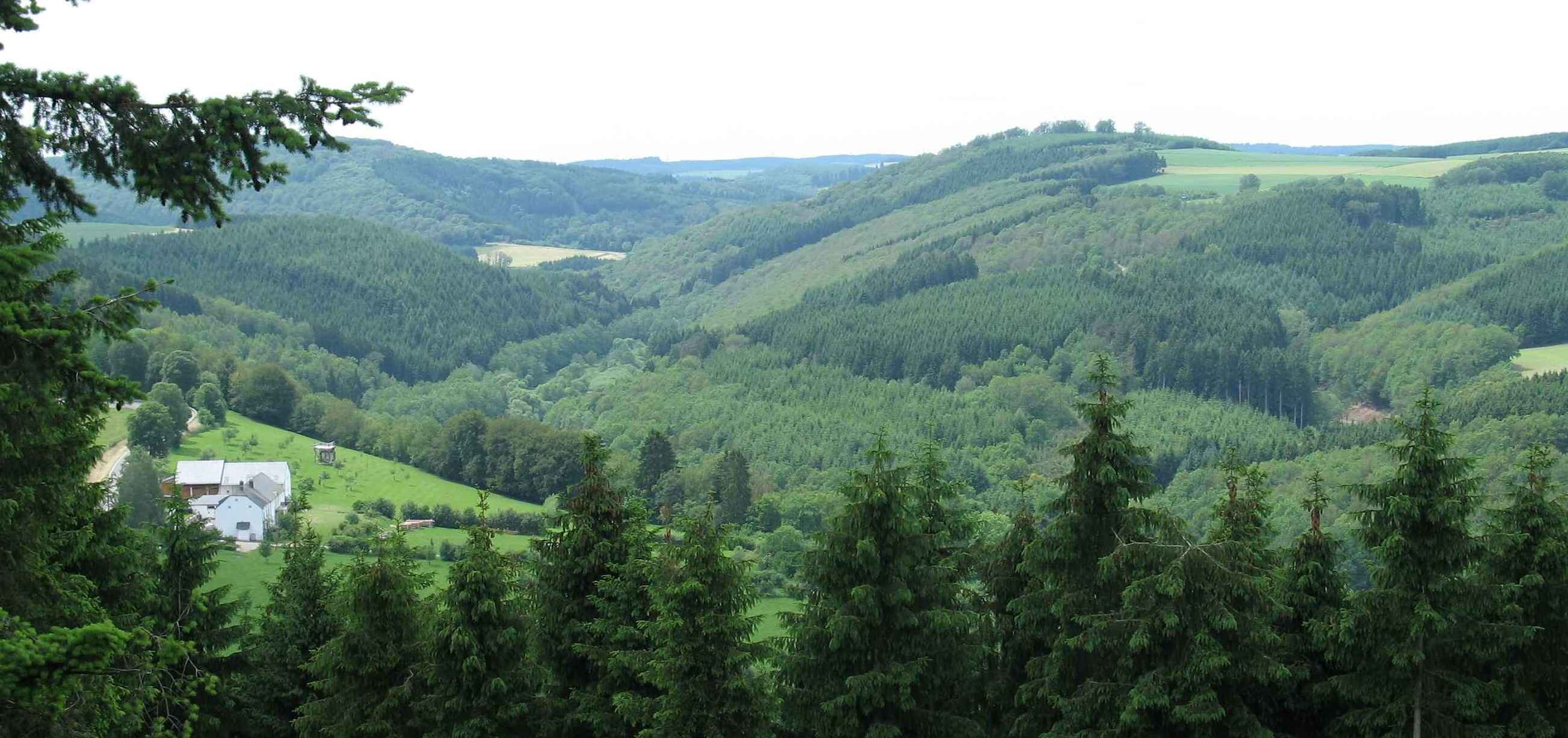
Im Ösling

Ösling ([ˈøːslɪŋ], luxemburgisch Éislek [ˈɜɪslek], deutsch auch Islek, Oisling, Eisling, im südlichen Teil von Ostbelgien auch Eeslek genannt; der Name ist vermutlich germanischen Ursprungs) ist die fränkisch-germanische Bezeichnung für die Ardennen. Heutzutage wird damit allerdings nur noch der östliche Teil der Ardennen so benannt. Das Ösling umfasst den Norden des Großherzogtums Luxemburg (Luxemburger Ardennen, etwa ein Drittel der Landesfläche), westliche Teile des Eifelkreises Bitburg-Prüm und einen kleinen Teil des Landkreises Vulkaneifel. In Luxemburg umfasst es damit im Wesentlichen die Kantone Clerf, Diekirch, Redingen, Vianden und Wiltz. In Deutschland fühlen sich vor allem Orte aus der Verbandsgemeinde Arzfeld dem Islek zugehörig. Sie haben sich mit anderen Kommunen aus Deutschland, Belgien und Luxemburg zu einer europäischen wirtschaftlichen Interessenvereinigung zusammengeschlossen (Islek ohne Grenzen).
Ursprünglich war der Begriff noch weiter gefasst und bezog auch heute zu Belgien gehörige Teile des historischen Luxemburg mit ein. Darauf weisen noch ehemalige deutsche Ortsnamensvarianten wie Fels im Ösling (La Roche-en-Ardenne) hin. 
Im Ösling liegen der Naturpark Obersauer und der Naturpark Our. Ebenso umfasst der Naturpark Südeifel Teil des Isleks.

## Geographie und Klima
Das Ösling liegt durchschnittlich 400 bis 500 Meter über dem Meeresspiegel. Die Landschaft ist geprägt von Hochflächen einerseits und tief eingeschnittenen Flusstälern mit markanten Talmäandern andererseits. Den großen Höhenunterschied macht man sich an der Our bei Vianden zu Nutze. Dort befindet sich das größte Pumpspeicherkraftwerk Europas. Der Kneiff in Wilwerdingen (Gemeinde Ulflingen) ist mit 560 m die höchste Erhebung des Großherzogtums. Das Klima weist relativ hohe Niederschläge (800 bis 1000 mm pro Jahr) und niedrige Jahresmitteltemperaturen (7,5 bis 8 °C) auf.
Der wichtigste Fluss des Ösling ist die Sauer. Der Stausee oberhalb von Esch versorgt einen großen Teil Luxemburgs mit Trinkwasser. Hinzu kommen die Wiltz mit der Klerf, ihrem größten Nebenfluss, sowie die Our, die hier die Grenze zwischen Luxemburg und Deutschland markiert.

## Geologie
Geologisch gehört die Region zu den Ardennen und damit zum Rheinischen Schiefergebirge. Dementsprechend ist sie durch eine Reihe variskisch streichender Sättel und Mulden gegliedert. Hier stehen ausschließlich Gesteine aus dem Unterdevon (Emsium und Siegenium bzw. Pragium) an. Es handelt sich dabei vor allem um Schiefer und Quarzite.
Nach Süden hin markiert entlang einer Linie von Roodt (Gemeinde Ell) bis Roth an der Our (D, bei Vianden) der Übergang zu den Triasgesteinen die Grenze zwischen dem Ösling und dem Gutland. Genau wie die Gebirgsfalten folgt diese Grenze damit dem variskischen Streichen. Das Ösling setzt sich im deutschen Eifelkreis Bitburg-Prüm fort, wird jedoch auch etwa zur „belgischen Eifel“ gezählt.

## Naturräumliche Gliederung
Im Handbuch der naturräumlichen Gliederung Deutschlands bildet das Ösling die Haupteinheit 280 und gehört zur Haupteinheitengruppe 28 Westeifel. Sie ist wie folgt weiter untergliedert:
- 280 Islek und Ösling (Bezeichnung der Blätter Cochem und Trier; Handbuch: Islek)
  - 280.0 Östlicher Islek
    - 280.00 Lascheider Hochfläche
    - 280.01 Mittleres Prümtal

  - 280.1 Mittlerer Islek
    - 280.10 Arzfelder Hochfläche
    - 280.11 Neuerburger Enztal
    - 280.12 Karlshausener Hochfläche

  - 280.2 Westlicher Islek
    - 280.20 Leidenborner Hochflache
    - 280.21 Winterscheider Hochfläche

  - 280.3 Mittleres Ourtal
    - 280.30 Urb-Viander Ourtal (Blatt Cochem; Blatt Trier: Viandener Ourtal)
    - 280.31 Gentinger Ourtal

  - 280.4 Südliches Schneifelvorland
  - 280.5 Islek-Vorstufe

## Vegetation
Das Ösling ist der waldreichste Teil Luxemburgs (55 % der luxemburgischen Waldfläche). Die natürliche Waldgesellschaft, der Hainsimsen-Buchenwald, kommt heute nur noch auf 15 % der Fläche vor. Die Lohhecken, ein Eichen-Schälwald, umfassen immer noch 35 % der Waldfläche. Der Laubwald wurde vor allem seit dem Zweiten Weltkrieg großflächig durch Nadelwald (Fichten und Douglasien) ersetzt und umfasst heute fast 50 % der Waldfläche. Hinzu kamen Nadelwald-Aufforstungen vieler Feuchtwiesen in den schmalen Seitentälern. Auf steilen und trockenen, südexponierten Hängen finden sich wärmeliebende Eichenwälder, an Nordhängen und in schmalen Bachtälern dagegen auch schluchtwaldartig ausgeprägte Waldgesellschaften.
Im Ösling findet man eine Reihe von seltenen Tier- und Pflanzenarten wie die Wildkatze, das Haselhuhn und den Schwarzstorch oder wilde Narzissen und Küchenschellen (bei Lellingen). An der Our gibt es ein Projekt zum Schutz und zur Aufzucht der Flussperlmuschel. Auch der Biber scheint langsam wieder heimisch zu werden.

## Sehenswertes
Im dünn besiedelten Ösling liegen einige kleine historische Städte, wie etwa Diekirch, Vianden, Clerf, Wiltz oder Esch-Sauer.
Sehenswert sind auch die Burgen und Burgruinen des Ösling, z. B. in Vianden, Burscheid, Clerf und Brandenburg.